# Ida Seeböck
Ida Seeböck (* 1971 in Wien) ist eine österreichische Schauspielerin und Autorin.

## Leben
Ida Seeböck ist die Tochter der Schauspieler Erika Mottl und Herwig Seeböck. Seit jungen Jahren arbeitet sie für Film und Fernsehen. Ida Seeböck spielte bei Theaterproduktionen im Seeböck-Ensemble und bei den Raimundspielen Gutenstein mit. Weiters wirkte sie in Film- und Fernsehproduktionen wie „Glückliche Zeiten“, „Poppitz“, „Vier Frauen und ein Todesfall“. In den USA studierte sie Politikwissenschaften und arbeitete anschließend einige Jahre für die Vereinten Nationen im Bereich Entwicklungshilfe.

## Filmografie
- 2005: Vier Frauen und ein Todesfall (Fernsehserie; Folge „Warm abgetragen“)
- 2002: Poppitz
- 1976: Glückliche Zeiten

## Werke
- Es wird ihnen eine Lehre sein. Czernin Verlag, Wien 2013, ISBN 978-3-707-60448-1.